# Чемпионат Европы по футболу среди женщин 2017 (отборочный турнир)
Отборочный турнир чемпионата Европы среди женщин 2017 года — турнир, проходивший с 4 апреля 2015 по 25 октября 2016 года и определивший 15 сборных, которые примут участие в финальном турнире чемпионата Европы в Нидерландах.
В турнире приняло участие 46 сборных. Впервые в соревнованиях выступала сборная Андорры.

## Формат турнира
Турнир включает в себя три этапа:
- Предварительный раунд — 8 последних по рейтингу команд разбиваются на две группы по четыре команды. Турнир в группах проходит в один круг, победители групп выходят в квалификационный турнир.
- Квалификационный групповой турнир — 40 команд (38 лучших по рейтингу и 2 победителя предварительного раунда) разбиваются на восемь групп по пять команд. Матчи в группах проходят в два круга. Восемь победителей групп и шесть лучших команд из числа занявших вторые места напрямую квалифицируются в финальный турнир чемпионата Европы. Две худших команды из числа занявших вторые места выходят в раунд плей-офф.
- Плей-офф — две команды играют между собой два матча, победитель пары квалифицируется в финальный турнир чемпионата Европы.

### Дополнительные показатели
При равенстве очков у нескольких команд места используются дополнительные показатели в следующем порядке:
1. Очки, набранные в матчах этих команд;
2. Разница мячей в матчах этих команд;
3. Число забитых мячей в матчах этих команд;
4. Число забитых на чужом поле мячей в матчах этих команд;
5. Если после применения первых четырёх критериев у двух или нескольких команд показатели будут всё ещё равны, первые четыре критерия повторно применяются к этим командам, с учётом только матчей между ними. В случае равенства после этой процедуры применяются остальные критерии;
6. Разница мячей;
7. Число забитых мячей;
8. Число забитых на чужом поле мячей;
9. Если показатели двух команд равны после применения критериев с первого по седьмой и они играют между собой в последнем туре, то их положение определяется серией пенальти (не применяется при равенстве показателей более чем у двух команд, а также если это не имеет значения для определения команд, выходящих в следующий раунд);
10. Показатели fair play;
11. Положение команд в рейтинге УЕФА, применявшемся при жеребьёвке турнира.

При определении шести лучших команд, занявших вторые места в группах, не учитываются результаты матчей против команд, занявших последние места в группах. Положение команд определяется следующими критериями:
1. Количество набранных очков;
2. Лучшая разница мячей;
3. Большее количество забитых мячей;
4. Количество мячей, забитых на чужом поле;
5. Показатели fair play;
6. Положение команд в рейтинге УЕФА, применявшемся при жеребьёвке турнира.

В раунде плей-офф в случае равного счёта по итогам двух матчей действует правило «гола на чужом поле», применяемое после завершения дополнительного времени матча. Если победитель не определён по итогам дополнительного времени, то пробиваются послематчевые пенальти.

## Участники
Рейтинг команд рассчитывается на основе их выступлений в следующих турнирах:
- Чемпионат мира 2011 года и отборочный турнир к нему (20%);
- Чемпионат Европы 2013 года и отборочный турнир к нему (40%);
- Отборочный турнир к чемпионату мира 2015 (40%).

Организатор турнира —  Нидерланды (34,486)
| Корзина A | Корзина B | Корзина C |
| --- | --- | --- |
| - Германия (43,665) - Франция (42,552) - Швеция (42,433) - Норвегия (39,315) - Англия (38,133) - Италия (36,666) - Испания (35,941) - Исландия (32,778)                           | - Россия (32,712) - Дания (32,615) - Финляндия (32,605) - Швейцария (32,558) - Шотландия (31,264) - Австрия (29,847) - Украина (29,064) - Бельгия (28,825) | - Польша (27,555) - Чехия (25,750) - Уэльс (25,070) - Ирландия (24,581) - Румыния (22,954) - Венгрия (22,434) - Сербия (21,747) - Беларусь (21,634) |
| Корзина D | Корзина E | Предварительный раунд |
| - Португалия (20,925) - Северная Ирландия (18,141) - Словакия (17,691) - Босния и Герцеговина (16,806) - Турция (15,528) - Израиль (14,841) - Словения (14,736) - Греция (14,219) | - Эстония (13,281) - Хорватия (13,111) - Казахстан (12,591) - Албания (9,991) - Македония (8,032) - Черногория (7,443)                                     | - Фарерские острова (7,357) - Мальта (6,723) - Грузия (6,063) - Литва (4,585) - Латвия (4,042) - Люксембург (3,918) - Андорра (—) - Молдова (—)     |

- Жирным выделены команды, вышедшие в финальный турнир

## Предварительный раунд
| Условные цветовые обозначения              |
| ------------------------------------------ |
| Сборная проходит в квалификационный турнир |
| Сборная не вышла из группы                 |

Жеребьёвка предварительного раунда состоялась 19 января 2015 года в штаб-квартире УЕФА в Ньоне, Швейцария. При жеребьёвке команды были разбиты на две корзины — корзина 1 (принимающие турнир Мальта и Молдова) и корзина 2 (оставшиеся шесть команд).

### Группа А
| М | Команда    | И | В | Н | П | Мячи  | ±  | О |
| - | ---------- | - | - | - | - | ----- | -- | - |
| 1 | Молдова    | 3 | 2 | 0 | 1 | 5 − 1 | +4 | 6 |
| 2 | Латвия     | 3 | 1 | 1 | 1 | 5 − 5 | 0  | 4 |
| 3 | Литва      | 3 | 1 | 1 | 1 | 3 − 3 | 0  | 4 |
| 4 | Люксембург | 3 | 1 | 0 | 2 | 4 − 8 | −4 | 3 |

И — игры, В — выигрыши, Н — ничьи, П — проигрыши, Мячи — забитые и пропущенные голы, ± — разница голов, О — очки

### Группа В
| М | Команда           | И | В | Н | П | Мячи   | ±   | О |
| - | ----------------- | - | - | - | - | ------ | --- | - |
| 1 | Грузия            | 3 | 2 | 0 | 1 | 10 − 2 | +8  | 6 |
| 2 | Фарерские острова | 3 | 2 | 0 | 1 | 12 − 4 | +8  | 6 |
| 3 | Мальта            | 3 | 2 | 0 | 1 | 9 − 8  | +1  | 6 |
| 4 | Андорра           | 3 | 0 | 0 | 3 | 3 − 20 | −17 | 0 |

И — игры, В — выигрыши, Н — ничьи, П — проигрыши, Мячи — забитые и пропущенные голы, ± — разница голов, О — очки

## Квалификационный турнир
| Условные цветовые обозначения                          |
| ------------------------------------------------------ |
| Сборная вышла в финальную часть чемпионата Европы 2017 |
| Сборная вышла в раунд плей-офф                         |
| Сборная не вышла из группы                             |

Жеребьёвка квалификационного турнира состоялась 20 апреля 2015 года в штаб-квартире УЕФА в Ньоне, Швейцария. Команды были разбиты на корзины, приведённые выше. Два победителя предварительного раунда были посеяны в корзину E.

### Группа 1
| М | Команда   | И | В | Н | П | Мячи    | ±   | О  |
| - | --------- | - | - | - | - | ------- | --- | -- |
| 1 | Исландия  | 8 | 7 | 0 | 1 | 34 − 2  | +32 | 21 |
| 2 | Шотландия | 8 | 7 | 0 | 1 | 30 − 7  | +23 | 21 |
| 3 | Словения  | 8 | 3 | 0 | 5 | 21 − 19 | +2  | 9  |
| 4 | Беларусь  | 8 | 3 | 0 | 5 | 10 − 20 | −10 | 9  |
| 5 | Македония | 8 | 0 | 0 | 8 | 4 − 51  | −47 | 0  |

И — игры, В — выигрыши, Н — ничьи, П — проигрыши, Мячи — забитые и пропущенные голы, ± — разница голов, О — очки

### Группа 2
| М | Команда    | И | В | Н | П | Мячи    | ±   | О  |
| - | ---------- | - | - | - | - | ------- | --- | -- |
| 1 | Испания    | 8 | 8 | 0 | 0 | 39 − 2  | +37 | 24 |
| 2 | Португалия | 8 | 4 | 1 | 3 | 15 − 11 | +4  | 13 |
| 3 | Финляндия  | 8 | 4 | 1 | 3 | 17 − 12 | +5  | 13 |
| 4 | Ирландия   | 8 | 3 | 0 | 5 | 17 − 14 | +3  | 9  |
| 5 | Черногория | 8 | 0 | 0 | 8 | 2 − 51  | −49 | 0  |

И — игры, В — выигрыши, Н — ничьи, П — проигрыши, Мячи — забитые и пропущенные голы, ± — разница голов, О — очки

### Группа 3
| М | Команда | И | В | Н | П | Мячи    | ±   | О  |
| - | ------- | - | - | - | - | ------- | --- | -- |
| 1 | Франция | 8 | 8 | 0 | 0 | 27 − 0  | +27 | 24 |
| 2 | Румыния | 8 | 5 | 1 | 2 | 17 − 8  | +9  | 16 |
| 3 | Украина | 8 | 4 | 1 | 3 | 14 − 12 | +2  | 13 |
| 4 | Греция  | 8 | 2 | 0 | 6 | 9 − 19  | −10 | 6  |
| 5 | Албания | 8 | 0 | 0 | 8 | 3 − 31  | −28 | 0  |

И — игры, В — выигрыши, Н — ничьи, П — проигрыши, Мячи — забитые и пропущенные голы, ± — разница голов, О — очки

### Группа 4
| М | Команда  | И | В | Н | П | Мячи    | ±   | О  |
| - | -------- | - | - | - | - | ------- | --- | -- |
| 1 | Швеция   | 8 | 7 | 0 | 1 | 22 − 3  | +19 | 21 |
| 2 | Дания    | 8 | 6 | 1 | 1 | 22 − 1  | +21 | 19 |
| 3 | Польша   | 8 | 3 | 1 | 4 | 10 − 16 | −6  | 10 |
| 4 | Словакия | 8 | 3 | 0 | 5 | 11 − 13 | −2  | 9  |
| 5 | Молдова  | 8 | 0 | 0 | 8 | 1 − 33  | −32 | 0  |

И — игры, В — выигрыши, Н — ничьи, П — проигрыши, Мячи — забитые и пропущенные голы, ± — разница голов, О — очки

### Группа 5
| М | Команда  | И | В | Н | П | Мячи   | ±   | О  |
| - | -------- | - | - | - | - | ------ | --- | -- |
| 1 | Германия | 8 | 8 | 0 | 0 | 35 − 0 | +35 | 24 |
| 2 | Россия   | 8 | 4 | 2 | 2 | 14 − 9 | +5  | 14 |
| 3 | Венгрия  | 8 | 2 | 2 | 4 | 8 − 20 | −12 | 8  |
| 4 | Хорватия | 8 | 2 | 1 | 5 | 8 − 15 | −7  | 7  |
| 5 | Турция   | 8 | 1 | 1 | 6 | 3 − 24 | −21 | 4  |

И — игры, В — выигрыши, Н — ничьи, П — проигрыши, Мячи — забитые и пропущенные голы, ± — разница голов, О — очки

### Группа 6
| М | Команда           | И | В | Н | П | Мячи    | ±   | О  |
| - | ----------------- | - | - | - | - | ------- | --- | -- |
| 1 | Швейцария         | 8 | 8 | 0 | 0 | 34 − 3  | +31 | 24 |
| 2 | Италия            | 8 | 6 | 0 | 2 | 26 − 8  | +18 | 18 |
| 3 | Чехия             | 8 | 3 | 1 | 4 | 13 − 18 | −5  | 10 |
| 4 | Северная Ирландия | 8 | 2 | 1 | 5 | 10 − 22 | −12 | 7  |
| 5 | Грузия            | 8 | 0 | 0 | 8 | 2 − 34  | −32 | 0  |

И — игры, В — выигрыши, Н — ничьи, П — проигрыши, Мячи — забитые и пропущенные голы, ± — разница голов, О — очки

### Группа 7
| М | Команда              | И | В | Н | П | Мячи    | ±   | О  |
| - | -------------------- | - | - | - | - | ------- | --- | -- |
| 1 | Англия               | 8 | 7 | 1 | 0 | 32 − 1  | +31 | 22 |
| 2 | Бельгия              | 8 | 5 | 2 | 1 | 27 − 5  | +22 | 17 |
| 3 | Сербия               | 8 | 3 | 1 | 4 | 10 − 21 | −11 | 10 |
| 4 | Босния и Герцеговина | 8 | 3 | 0 | 5 | 8 − 17  | −9  | 9  |
| 5 | Эстония              | 8 | 0 | 0 | 8 | 0 − 33  | −33 | 0  |

И — игры, В — выигрыши, Н — ничьи, П — проигрыши, Мячи — забитые и пропущенные голы, ± — разница голов, О — очки

### Группа 8
| М | Команда   | И | В | Н | П | Мячи    | ±   | О  |
| - | --------- | - | - | - | - | ------- | --- | -- |
| 1 | Норвегия  | 8 | 7 | 1 | 0 | 29 − 2  | +27 | 22 |
| 2 | Австрия   | 8 | 5 | 2 | 1 | 18 − 4  | +14 | 17 |
| 3 | Уэльс     | 8 | 3 | 2 | 3 | 13 − 11 | +2  | 11 |
| 4 | Казахстан | 8 | 1 | 1 | 6 | 2 − 30  | −28 | 4  |
| 5 | Израиль   | 8 | 0 | 2 | 6 | 2 − 17  | −15 | 2  |

И — игры, В — выигрыши, Н — ничьи, П — проигрыши, Мячи — забитые и пропущенные голы, ± — разница голов, О — очки

### Сравнение команд, занявших вторые места в группах
Первые шесть команд квалифицируются в финальный турнир чемпионата Европы, седьмая и восьмая команды выходят в раунд плей-офф.
| М | Команда    | И | В | Н | П | Мячи   | ±   | О  |
| - | ---------- | - | - | - | - | ------ | --- | -- |
| 1 | Шотландия  | 6 | 5 | 0 | 1 | 16 − 6 | +10 | 15 |
| 2 | Дания      | 6 | 4 | 1 | 1 | 13 − 1 | +12 | 13 |
| 3 | Италия     | 6 | 4 | 0 | 2 | 13 − 7 | +6  | 12 |
| 4 | Бельгия    | 6 | 3 | 2 | 1 | 16 − 5 | +11 | 11 |
| 5 | Австрия    | 6 | 3 | 2 | 1 | 13 − 4 | +9  | 11 |
| 6 | Россия     | 6 | 3 | 1 | 2 | 12 − 9 | +3  | 10 |
| 7 | Румыния    | 6 | 3 | 1 | 2 | 11 − 8 | +3  | 10 |
| 8 | Португалия | 6 | 2 | 1 | 3 | 6 − 10 | −4  | 7  |

И — игры, В — выигрыши, Н — ничьи, П — проигрыши, Мячи — забитые и пропущенные голы, ± — разница голов, О — очки

## Раунд плей-офф
Жеребьёвка плей-офф, определившая порядок матчей, состоялась 23 сентября 2016 года в штаб-квартире УЕФА в Ньоне, Швейцария.
| Команда 1  | Итог       | Команда 2 | 1-й матч | 2-й матч   |
| ---------- | ---------- | --------- | -------- | ---------- |
| Португалия | 1:1 (г.в.) | Румыния   | 0:0      | 1:1 (д.в.) |

| Португалия | 0:0  | Румыния |
| ---------- | ---- | ------- |
|            | УЕФА |         |

| Румыния        | 1:1 (доп. вр.) | Португалия           |
| -------------- | -------------- | -------------------- |
| Лаура Рус 111′ | УЕФА           | Андрея Нортон 105+1′ |

## Квалифицировавшиеся команды
| Команда    | Метод квалификации                 | Дата квалификации | Участие в финалах | Последнее участие | Лучший результат                                         | Рейтинг |
| ---------- | ---------------------------------- | ----------------- | ----------------- | ----------------- | -------------------------------------------------------- | ------- |
| Нидерланды | Организатор                        | 4 декабря 2014    | 3                 | 2013              | Полуфинал (2009)                                         |         |
| Франция    | Победитель отборочной группы 3     | 11 апреля 2016    | 6                 | 2013              | 1/4 финала (2009, 2013)                                  |         |
| Германия   | Победитель отборочной группы 5     | 12 апреля 2016    | 10                | 2013              | Чемпион (1989, 1991, 1995, 1997, 2001, 2005, 2009, 2013) |         |
| Швейцария  | Победитель отборочной группы 6     | 2 июня 2016       | 1                 | —                 | Дебют                                                    |         |
| Англия     | Победитель отборочной группы 7     | 7 июня 2016       | 8                 | 2013              | Финалист (1984, 2009)                                    |         |
| Норвегия   | Победитель отборочной группы 8     | 7 июня 2016       | 11                | 2013              | Чемпион (1987, 1993)                                     |         |
| Испания    | Победитель отборочной группы 2     | 7 июня 2016       | 3                 | 2013              | Полуфинал (1997)                                         |         |
| Швеция     | Победитель отборочной группы 4     | 15 сентября 2016  | 10                | 2013              | Чемпион (1984)                                           |         |
| Исландия   | Победитель отборочной группы 1     | 16 сентября 2016  | 3                 | 2013              | 1/4 финала (2013)                                        |         |
| Шотландия  | Второе место в отборочной группе 1 | 16 сентября 2016  | 1                 | —                 | Дебют                                                    |         |
| Бельгия    | Второе место в отборочной группе 7 | 20 сентября 2016  | 1                 | —                 | Дебют                                                    |         |
| Австрия    | Второе место в отборочной группе 8 | 20 сентября 2016  | 1                 | —                 | Дебют                                                    |         |
| Дания      | Второе место в отборочной группе 4 | 20 сентября 2016  | 9                 | 2013              | Полуфинал (1984, 2001)                                   |         |
| Италия     | Второе место в отборочной группе 6 | 20 сентября 2016  | 11                | 2013              | Финалист (1993, 1997)                                    |         |
| Россия     | Второе место в отборочной группе 5 | 20 сентября 2016  | 5                 | 2013              | 1/4 финала (1993, 1995)                                  |         |
| Португалия | Победитель плей-офф                | 25 октября 2016   | 1                 | —                 | Дебют                                                    |         |

## Бомбардиры
Игроки, забившие шесть и более мячей:
10 мячей
| - Харпа Торстейнсдоттир | - Ада Хегерберг | - Джейн Росс |

8 мячей
| - Вероника Бокет - Эжени Ле Соммер |

7 мячей
| - Надия Надим - Пернилла Хардер | - Дагни Бриньярсдоттир - Изабель Херловсен | - Хелен Уорд - Ана Црногорчевич |

6 мячей
| - Карен Карни - Даниэла Картер - Милена Николич | - Санне Нильсен - Соня Бермудес - Кристиана Джирелли | - Клаудия Нету - Фабьенн Хумм - Джоанн Лав |